# 杜釋
杜釋（越南语：／；？—979年）是越南丁朝的一名宦官，天榜縣（今南定省務本縣）人。
杜釋原為桐關（今寧平省）吏，後被丁先皇任命為祗候內人，得以接近丁先皇。根據《大越史記全書》的記載，杜釋因夢見流星墜入口中，便認為是帝王之兆，伺機篡位。979年，丁先皇醉臥宮中，杜釋便將其殺死，又將其長子南越王丁璉一起殺害。
隨後定國公阮匐率軍入宮平叛，杜釋躲在宮霤之下不敢出來。他三天沒有喝水，十分口渴。恰巧當時下雨，便用手盛水而飲，被宮女發現，報告給阮匐。阮匐派人將杜釋逮捕斬首，將他碎骨分屍，分給國人吃。